# ラピチュリ川
ラピチュリ川（ラピチュリがわ、バスク語、Lapitxuri）は、スペインを流れる河川。ウルダスリ川の支流である。
長さは8 km、流域面積は87 km2

。
ウルダスリ川の主要な支流である
。